# 24 Hours of Daytona 2011
24 Hours of Daytona 2011 – 24-godzinny wyścig samochodowy na torze Daytona International Speedway w miejscowości Daytona Beach na Florydzie. Zawody odbyły się w dniach 29–30 stycznia 2011.

## Wyniki zawodów
| Poz. | Klasa | Nr | Drużyna                                      | Kierowcy                                                                       | Okrążeń |
| ---- | ----- | -- | -------------------------------------------- | ------------------------------------------------------------------------------ | ------- |
| 1    | DP    | 01 | Chip Ganassi Racing i Felix Sabates          | Scott Pruett Memo Rojas Graham Rahal Joey Hand                                 | 721     |
| 2    | DP    | 02 | Chip Ganassi Racing i Felix Sabates          | Scott Dixon Juan Pablo Montoya Dario Franchitti Jamie McMurray                 | 721     |
| 3    | DP    | 9  | Action Express Racing                        | Terry Borcheller J.C. France João Barbosa Christian Fittipaldi Max Papis       | 721     |
| 4    | DP    | 23 | United Autosports i Michael Shank Racing     | Zak Brown Mark Patterson Mark Blundell Martin Brundle                          | 721     |
| 5    | DP    | 10 | SunTrust Racing                              | Max Angelelli Ricky Taylor Ryan Briscoe                                        | 720     |
| 6    | DP    | 76 | Krohn Racing                                 | Tracy Krohn Niclas Jönsson Ricardo Zonta Nicolas Minassian                     | 720     |
| 7    | DP    | 6  | Michael Shank Racing i Curb/Agajanian        | A.J. Allmendinger Michael McDowell Justin Wilson                               | 719     |
| 8    | DP    | 55 | Level 5 Motorsports                          | Scott Tucker Christophe Bouchut Luis Díaz Mark Wilkins                         | 717     |
| 9    | DP    | 5  | Action Express Racing                        | Darren Law David Donohue Buddy Rice Burt Frisselle                             | 706     |
| 10   | DP    | 60 | Michael Shank Racing                         | John Pew Oswaldo Negri Jr. Marc Goossens Michael Valiante                      | 706     |
| 11   | DP    | 95 | Level 5 Motorsports                          | Scott Tucker Ryan Hunter-Reay Richard Westbrook Raphael Matos                  | 703     |
| 12   | GT    | 67 | TRG Motorsports                              | Steven Bertheau Brendan Gaughan Wolf Henzler Andy Lally Spencer Pumpelly       | 685     |
| 13   | GT    | 48 | Paul Miller Racing                           | Bryce Miller Tim Sugden Bryan Sellers Rob Bell                                 | 684     |
| 14   | GT    | 40 | Dempsey Racing                               | Joe Foster Patrick Dempsey Charles Espenlaub Tom Long                          | 681     |
| 15   | DP    | 99 | GAINSCO/Bob Stallings Racing                 | Jon Fogarty Alex Gurney Jimmie Johnson                                         | 679     |
| 16   | GT    | 44 | Magnus Racing                                | John Potter Craig Stanton Richard Lietz Marco Holzer                           | 675     |
| 17   | GT    | 59 | Brumos Racing                                | Hurley Haywood Andrew Davis Leh Keen Marc Lieb                                 | 673     |
| 18   | GT    | 70 | SpeedSource                                  | John Edwards Sylvain Tremblay Adam Christodoulou Jonathan Bomarito             | 670     |
| 19   | GT    | 42 | Team Sahlen                                  | Will Nonnamaker Wayne Nonnamaker Joe Nonnamaker Memo Gidley                    | 661     |
| 20   | GT    | 4  | TRG Motorsports                              | Ryan Eversley Daniel Graeff Kenny Wallace Ron Yarab Jr. Richard Zahn Jr.       | 659     |
| 21   | GT    | 18 | Mühlner Motorsports America                  | Mark Thomas Peter Ludwig Dion von Moltke Cory Friedman                         | 655     |
| 22   | DP    | 45 | Flying Lizard Motorsports                    | Patrick Long Jörg Bergmeister Seth Neiman Johannes van Overbeek                | 654     |
| 23   | GT    | 41 | Dempsey Racing                               | James Gue Dane Cameron Ian James Dave Lacey                                    | 650     |
| 24   | DP    | 90 | Spirit of Daytona Racing                     | Antonio García Paul Edwards Sascha Maassen                                     | 649     |
| 25   | GT    | 47 | Rick Ware Racing                             | Jeffrey Earnhardt Scott Monroe Doug Harrington Maurice Hull Brett Sandberg     | 635     |
| 26   | GT    | 57 | Stevenson Motorsports                        | Robin Liddell Ronnie Bremer Jan Magnussen                                      | 629     |
| 27   | GT    | 66 | TRG Motorsports                              | Dominik Farnbacher Tim George Jr. Ben Keating Lucas Luhr                       | 612     |
| 28   | GT    | 88 | Autohaus Motorsports                         | Jordan Taylor Bill Lester Johnny O’Connell Matthew Marsh                       | 607     |
| 29   | GT    | 81 | DragonSpeed                                  | Cort Wagner Fred Poordad Doug Baron Nick Jones                                 | 588     |
| 30   | GT    | 54 | TRG Motorsports/Black Swan Racing/GMG Racing | Jeroen Bleekemolen Tim Pappas Patrick Pilet James Sofronas Bret Curtis         | 578     |
| 31   | DP    | 2  | Starworks Motorsport                         | Enzo Potolicchio Alex Popow Romain Iannetta E.J. Viso                          | 577     |
| 32   | GT    | 94 | Turner Motorsport                            | Bill Auberlen Boris Said Paul Dalla Lana Matt Plumb                            | 565     |
| 33   | DP    | 8  | Starworks Motorsport                         | Mike Forest Ryan Dalziel Jim Lowe Colin Braun Tomáš Enge                       | 552     |
| 34   | GT    | 63 | Team Spencer Motorsports                     | Rich Grupp David Murry Jim Downing Owen Trinkler                               | 544     |
| 35   | GT    | 65 | Chris Smith Racing                           | Bill Sweedler Shane Lewis Tom Sheehan Mitch Pagerey                            | 495     |
| 36   | GT    | 30 | Racers Edge Motorsports                      | Scott Rettich Mark Jensen Michael Marsal Gary Jensen Jade Buford               | 453     |
| 37   | GT    | 53 | TRG Motorsports/Nadeau Motorsports           | Jim Michaelian Bob Doyle Coulter Mulligan Joe Castellano Ken Dobson            | 423     |
| 38   | GT    | 32 | PR1 Motorsports                              | David Cheng Tom Papadopoulos Ryan Lewis Max Hyatt                              | 402     |
| 39   | GT    | 07 | Banner Racing                                | Bruce Ledoux Eric Curran Gunter Schaldach Oliver Gavin                         | 398     |
| 40   | GT    | 17 | Burtin Racing                                | Claudio Burtin Martin Ragginger Nick Tandy Nicolas Armindo                     | 378     |
| 41   | GT    | 22 | Bullet Racing                                | Darryl O'Young James Walker Brian Wong Eric Lux                                | 328     |
| 42   | DP    | 77 | Doran Racing                                 | Brian Frisselle Henri Richard Matt Bell Ross Kaiser                            | 312     |
| 43   | GT    | 56 | Bennett Racing                               | Mike Skeen Jean-François Dumoulin Michael Davidson Glynn Geddie Dan Harrington | 286     |
| 44   | DP    | 7  | Starworks Motorsport                         | Doug Peterson R.J. Valentine Jared Beyer Scott Mayer Jan Heylen                | 215     |
| 45   | GT    | 69 | SpeedSource                                  | Emil Assentato Jeff Segal Nick Ham Anthony Lazzaro                             | 202     |
| 46   | GT    | 43 | Team Sahlen                                  | Joe Sahlen Joe Nonnamaker Will Nonnamaker Wayne Nonnamaker Memo Gidley         | 124     |
| 47   | GT    | 36 | Yellow Dragon Motorsports                    | Taylor Hacquard Chris Cumming Mikel Miller Justin Marks                        | 122     |
| 48   | GT    | 86 | Mitchum Motorsports                          | Joey Atterbury Cooper MacNeil Randy Pobst Derek Whitis                         | 121     |